# Wen Chean Lim
Wen Chean Lim (30 de julho de 1988) é uma ginasta malaia que compete em ginástica artística.
Ela participou dos Jogos da Commonwealth de 2006, onde bronze nas categorias bola e fita, e uma medalha de prata no evento em equipes.